# Kommunion
Kommunion (latin: commūniō, gemenskap, delaktighet) är namnet på nattvardsgången, eftersom den, enligt kyrkans lära, gör nattvardsgästen (kommunikanten) delaktig av Kristi lekamen och blod.
Med kommunion avses framför allt två ting.
1. I romersk-katolska kyrkan kallas eukaristin vanligtvis för kommunion eller den heliga kommunionen vare sig denna äger rum inom ramen för mässan eller ges utanför denna (till exempel sjukkommunion). I reformerade kyrkor använder man numera (sedan 1800-talet) i stället begreppet nattvard. 
2. I romersk-katolska kyrkan används begreppet full kommunion i bemärkelsen full kyrkogemenskap med sakramental enhet, för att beteckna banden mellan katolska delkyrkor som har fullständig såväl trosgemenskap som juridisk gemenskap.
Ovanstående begrepp kommer av uttrycket för den gemenskap med Jesus Kristus och hans offerdöd på korset som kommunionen förmedlar (men även föreningen med kyrkan bortom tid och rum - se de heligas gemenskap).